# Air Hokkaido
Air Hokkaido (Japans: エアー北海道株式会社, Eā Hokkaidō Kabushiki-gaisha) was een Japanse luchtvaartmaatschappij, gevestigd in Hakodate, Hokkaido. Air Hokkaido ging in juli 2006 op in All Nippon Airways.

## Geschiedenis
Air Hokkaido werd opgericht op 5 april 1994 en startte zijn activiteiten op 22 juli 1994. De luchtvaartmaatschappij beëindigde zijn activiteiten op 31 maart 2006 toen haar enige vliegtuig niet meer luchtwaardig was. De enige route van Air Hokkaido, die tussen Hakodate en Okushiri, werd overgenomen door Hokkaido Air System. Hokkaido Air System is een dochtermaatschappij van de grootste concurrent van ANA: Japan Airlines. In juli 2006 ging Air Hokkaido op in All Nippon Airways.

## Vloot
De vloot van Air Hokkaido bestond uit een De Havilland Canada DHC-6 Twin Otter.